# Степаньково (Меленковский район)
Степаньково — село в Меленковском районе Владимирской области России, входит в состав Ляховского сельского поселения.

## География
Село расположено на берегу речки Дубровка (приток Оки) в 5 км на северо-запад от центра поселения села Ляхи и в 17 км на восток от райцентра города Меленки.

## История
До 1764 года Степаньково принадлежало Троице-Сергиеву монастырю, но когда и кем оно было приложено в этот монастырь, сведений о том не имеется. Церковь в Степанькове существовала уже в самом начале XVII столетия, как видно из надписи на старинных антиминсах, которые были найдены в столбах престола деревянной Николаевской церкви. Но первые документальные сведения о Степаньковской церкви и приходе находятся в окладных книгах 1676 года. По этим книгам в селе Степанькове значится церковь Николая чудотворца; при церкви двор попа Ивана и двор просвирницын, в приходе двор боярский, двор скотный, в коем живут дворники, да 15 дворов крестьянских и 1 бобыльский… В том же селе Степанькове церковь Покрова Пресвятой Богородицы; у той церкви двор попа Наума… Таким образом, в конце XVII столетия в Степанькове было две церкви с двумя отдельными причтами. Так как при Покровской церкви не показано прихода, то можно предполагать, что это была церковь ружная. Дальнейших сведений о судьбе этих церквей в Степанькове не имеется. За XVIII век мы имеем только отметку из ведомости о доходах Троицкой Лавры за 1761 год; из этой отметки видно, что тогда в Степанькове числилось 376 душ. муж. пола, они платили Лавре оброку 374 руб. и на покупку монашествующим на свиты холста 20 руб. 48 коп. До половины XIX столетия в Степанькове было две деревянных церкви во имя святого Николая чудотворца и во имя преподобного Сергия Радонежского. Николаевская церковь, очевидно, древнейшая, что же касается Сергиевской церкви, то время построения ее неизвестно. Неизвестно, когда упразднена Покровская церковь. В 1850 году разобрана Сергиевская церковь, а в 1868 году и Николаевская. Вместо деревянных церквей в 1850 году началось возведение каменного храма; в 1856 году его строительство было окончено, была освящена трапезная, окончательная же отделка главного храма затянулась до 1876 года (именно тогда был освящён его главный престол). Колокольня при церкви устроена в 1890 году. Престолов в церкви три: главный — во имя святого Николая чудотворца, в трапезной — во имя преподобного Сергия Радонежского и святого мученика Мины. Приход состоял из села Степанькова и деревень Высокова, Фурсова, Дубцов и Улановки, в коих по клировым ведомостям числится 1413 душ мужского пола и 1580 женского; в селе Степанькове с 1884 года существовала церковно-приходская школа.
В конце XIX — начале XX века Степаньково — крупное село в составе Ляховской волости Меленковского уезда. 
С 1929 года село являлось центром Степаньковского сельсовета в составе Ляховского района. С 1963 года в составе Меленковского района Владимирской области, позднее вплоть до 2005 года входило в состав Высоковского сельсовета. 

## Население
| 1859 | 1897 |
| ---- | ---- |
| 390  | 511  |

| 1859 | 1897 | 1905 | 1926 | 2002 | 2010 | 2021 |
| ---- | ---- | ---- | ---- | ---- | ---- | ---- |
| 390  | ↗511 | ↗587 | ↗724 | ↘69  | ↘59  | ↗84  |

## Достопримечательности
В селе находится действующая Церковь Николая Чудотворца (1850).